# Resistiré (Erreway)
Resistiré è un singolo del gruppo musicale argentino Erreway, pubblicato nel 2002, come terzo estratto del primo album in studio Señales.
Nella telenovela Rebelde Way la canzone viene scritta da Pablo (Benjamín Rojas) per Marizza (Camila Bordonaba). Sul sito Last.fm la canzone si colloca al dodicesimo posto dei brani più ascoltati dei Erreway a pari merito con altre due.

## Tracce
Testi e musiche di Cris Morena e Carlos Nilson..
1. Resistiré – 3:24